# Emily Ratajkowski
Emily O’Hara Ratajkowski (rætəˈkaʊski, lengyelül: ratajˈkɔfskʲi; született 1991. június 7.) angol-amerikai modell és színésznő. Londonban született és San Diegóban nevelkedett, Ratajkowski először a treats! című erotikus magazinban 2012. márciusi számának címlapján szerepelt, valamint szerepelt két videóklipben: „Blurred Lines”-ban és a Maroon 5 „Love Somebody”-ban. 
Ratajkowski gyerekként kezdett szerepelni San Diegóban, mielőtt ismétlődő szerepet kapott a Nickelodeonon játszódó iCarly sorozatban (2009–2010). Játékfilmjeként Ben Affleck karakterének szeretője volt a 2014-es Holtodiglan című filmben. Ratajkowski további szerepeket töltött be a Törtetők (2015), a Miénk a világ (2015), a Túl szexi lány (2018) és Az otthon melege (2018) filmekben, valamint a The Spoils Before Dying (2015) és az Easy (2016) című antológiás sorozatokban.

## Gyermekkora
Emily O'Hara Ratajkowski 1991. június 7-én született Londonban (Westminster), lengyel-amerikai szülők, Kathleen Anne Balgley és John David "J.D." Ratajkowski egyetlen gyermekeként. Balgley, aki a Kaliforniai Egyetemen (San Diego) PhD fokozatot szerzett, angol tanár lett a Los Angeles-i kaliforniai egyetemen. Ezután 1997 szeptemberétől 1998 júliusáig, majd 1998 szeptemberétől 1999 júliusáig a Fulbright-program keretein belül amerikai irodalmat tanított Lengyelországban. Balgley találkozott Ratajkowski festővel és művészeti tanárral, miközben mindketten a San Dieguito Akadémián tanultak a kaliforniai Encinitasban. A lányuk születésekor 39, illetve 45 évesek voltak és nem álltak házasságban. Ratajkowski az anyját "feministának és intellektuálisnak" írja le. A család West Kensingtonban és Bloomsburyben élt, mielőtt a kaliforniai San Diegóban telepedett le, amikor Ratajkowski ötéves lett. Elsősorban a közeli Encinitasban nevelték fel. Balgley korábban a Kaliforniai Politechnikai Állami Egyetemen tanított, 2011-től pedig a San Diego Zsidó Akadémián.

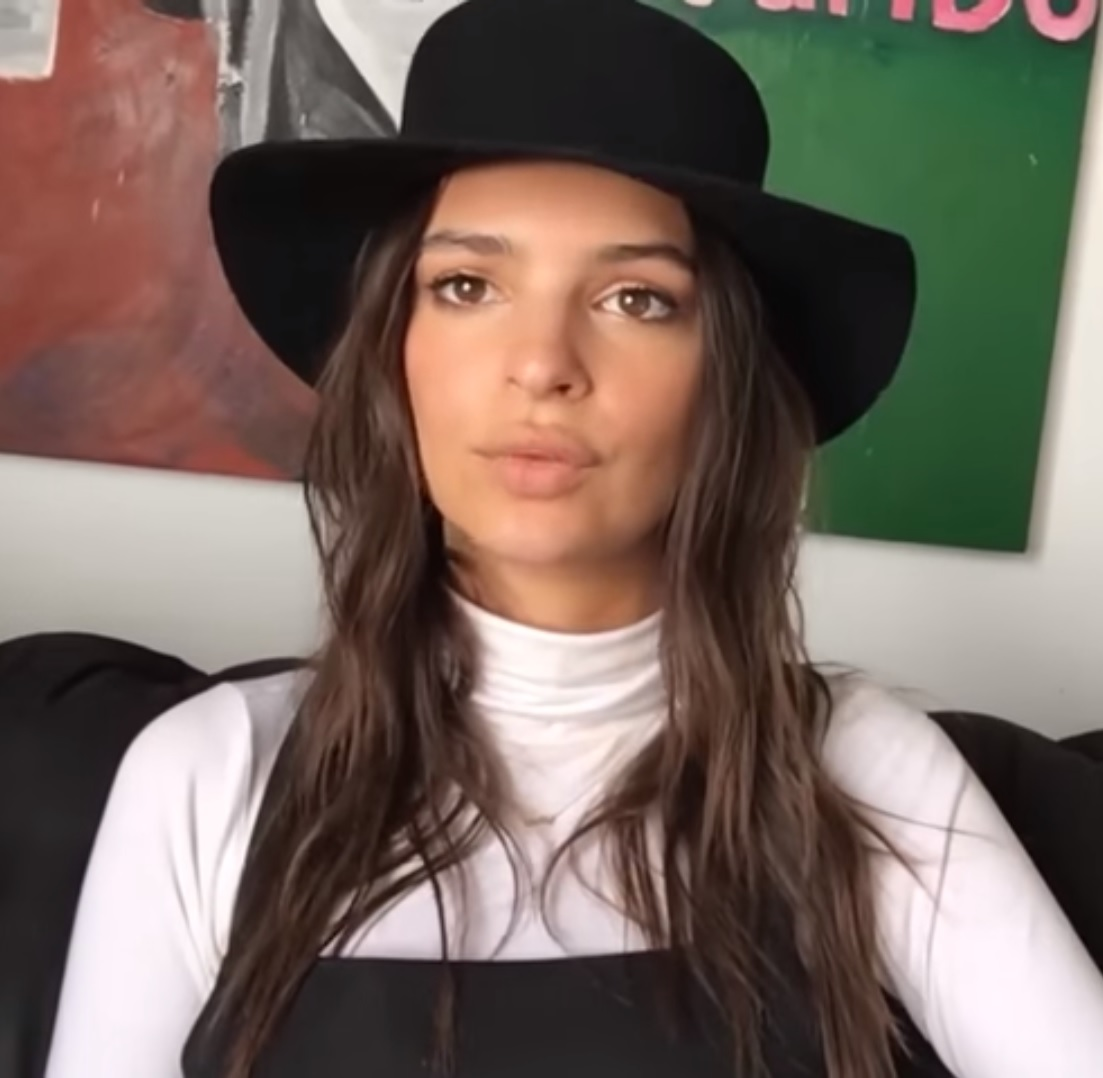
Ratajkowski 2016-ban.

Ratajkowski ír, német, lengyel, lengyel zsidó és izraeli származású.Apja római katolikusként nevelkedett, anyja pedig zsidó volt.
Mielőtt Ratajkowski ötéves korában elhagyta Londont, megszállottja lett a színháznak. Gyerekként kezdett fellépni, show-kat rendezve a családjának. Legkorábbi szerepe Elsa volt az északi partvidék repertoár színházi iskolájában a The Little Match Girl-t előadva. 2004-ben Harriet-et játszotta a Harriet Potter and the Throne of Applewort interaktív Lyceum színházi produkciójában. Ratajkowski a modellkedés előtt kipróbálta a focit, a színészetet és a balettot.

## Filmográfia

### Filmek
| Év   | Magyar cím          | Eredeti cím         | Szerep           | Magyar hang        | Rendező          | Megjegyzés     |
| ---- | ------------------- | ------------------- | ---------------- | ------------------ | ---------------- | -------------- |
| 2019 | Hazugok és tolvajok | Lying and Stealing  | Elyse            | Dobó Enikő         | Matt Aselton     |                |
| 2018 |                     | The American Meme   | Önmaga           | –                  | Bert Marcus      | dokumentumfilm |
| 2018 | Az otthon melege    | Welcome Home        | Cassie           | Györfi Anna        | George Ratliff   |                |
| 2018 | Sötétségben         | In Darkness         | Veronique        | Tarr Judit         | Anthony Byrne    |                |
| 2018 | Túl szexi lány      | I Feel Pretty       | Mallory          | Szilágyi Csenge    | Marc Silverstein |                |
| 2018 |                     | Cruise              | Jessica Weinberg |                    | Robert D. Siegel |                |
| 2015 | Törtetők            | Entourage           | Önmaga           | Tarr Judit         | Doug Ellin       | cameoszerep    |
| 2015 | Miénk a világ       | We Are Your Friends | Sophie           | Bogdányi Titanilla | Max Joseph       |                |
| 2014 | Holtodiglan         | Gone Girl           | Andie            | Bogdányi Titanilla | David Fincher    |                |
| 2005 |                     | A Year and a Day    | lány             |                    | Robert Lane      |                |
| 2004 |                     | Andrew's Alteration | fiatal lány      | –                  | Sidney Franklin  | rövidfilm      |

### Televíziós sorozatok
| Év      | Cím                     | Szerep            | Megjegyzés                             |
| ------- | ----------------------- | ----------------- | -------------------------------------- |
| 2009-10 | iCarly                  | Tasha             | Epizód: "iSpeed Date", "iEnrage Gibby" |
| 2016    | Easy                    | Allison Lizowska  | Epizód: "Art and Life"                 |
| 2015    | The Spoils Before Dying | Day ügynök        | 3 epizód                               |
| 2014-17 | Love Advent             | Emily Ratajkowski | 2 epizód                               |

### Zenés videók
| Év   | Cím             | Előadó                            |
| ---- | --------------- | --------------------------------- |
| 2016 | "Inseparable"   | Dima Bilan                        |
| 2013 | "Love Somebody" | Maroon 5                          |
| 2013 | "Blurred Lines" | Robin Thicke ft. T.I. és Pharrell |
| 2012 | "Fast Car"      | Taio Cruz                         |

### Reklámok
| Év   | Cím                            |
| ---- | ------------------------------ |
| 2018 | Paco Rabanne                   |
| 2017 | The Kooples                    |
| 2014 | Call of Duty: Advanced Warfare |